# Ceanothus papillosus
Ceanothus papillosus là một loài thực vật có hoa trong họ Táo. Loài này được Torr. & A.Gray mô tả khoa học đầu tiên năm 1838.

## Hình ảnh

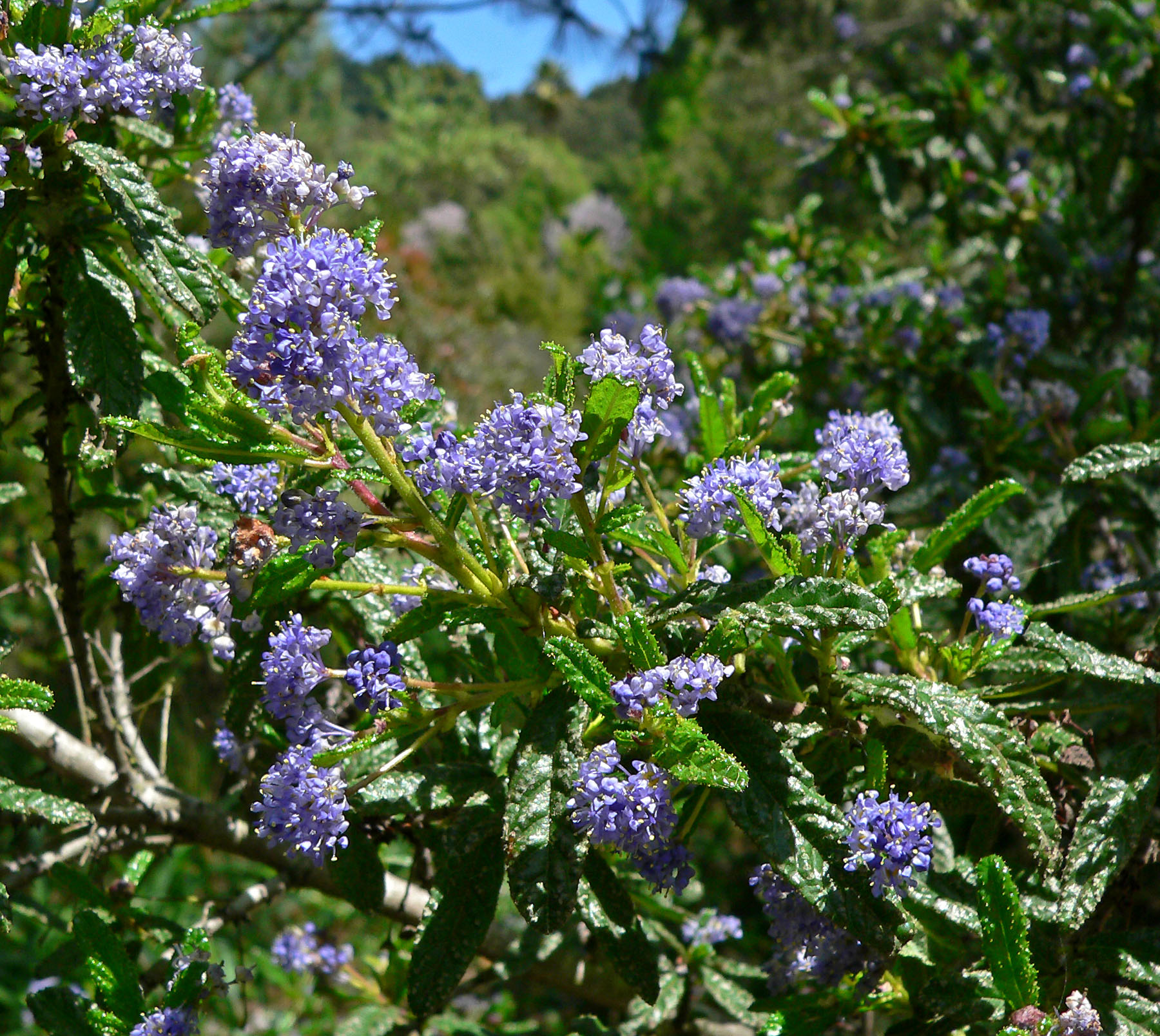
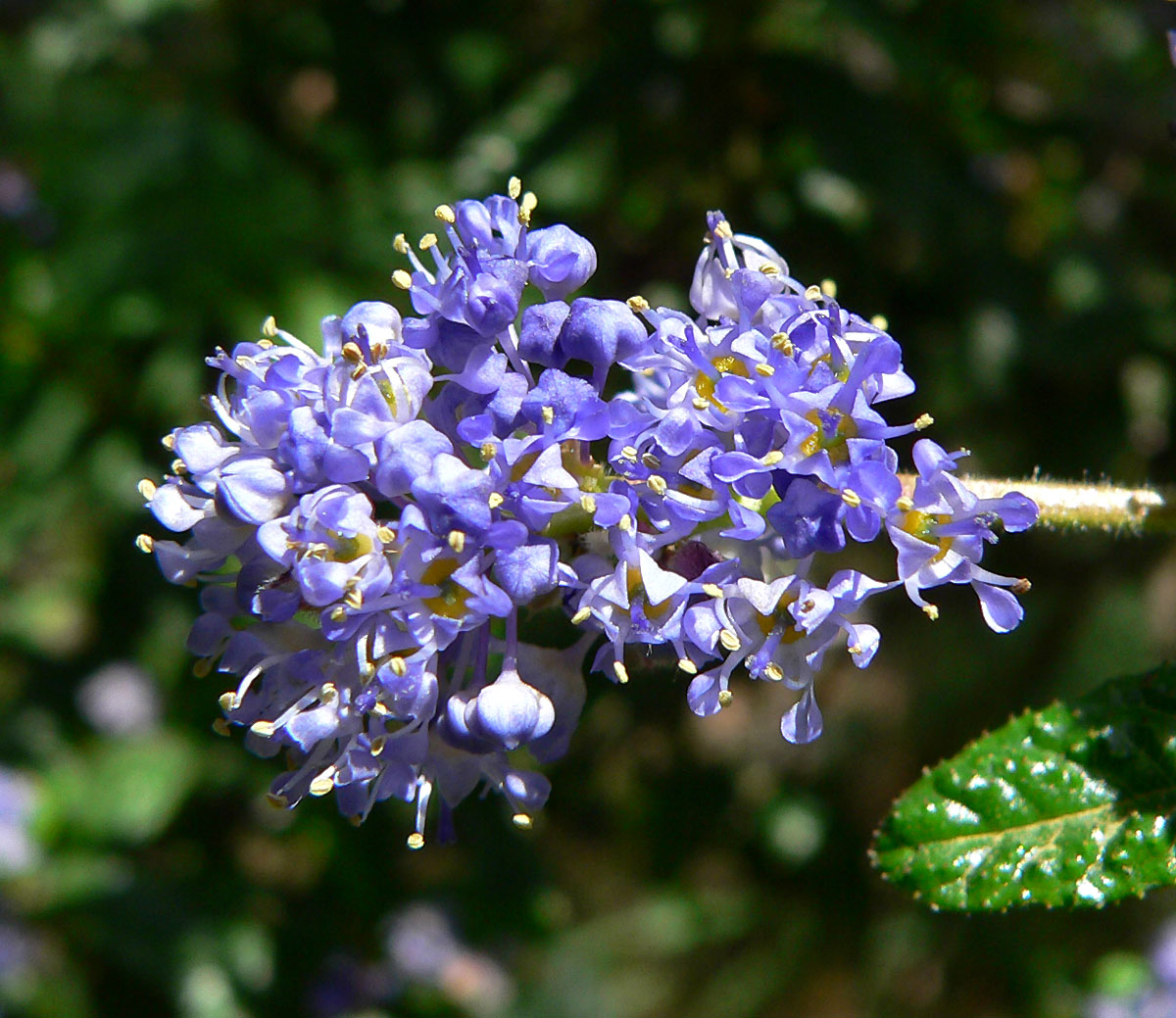
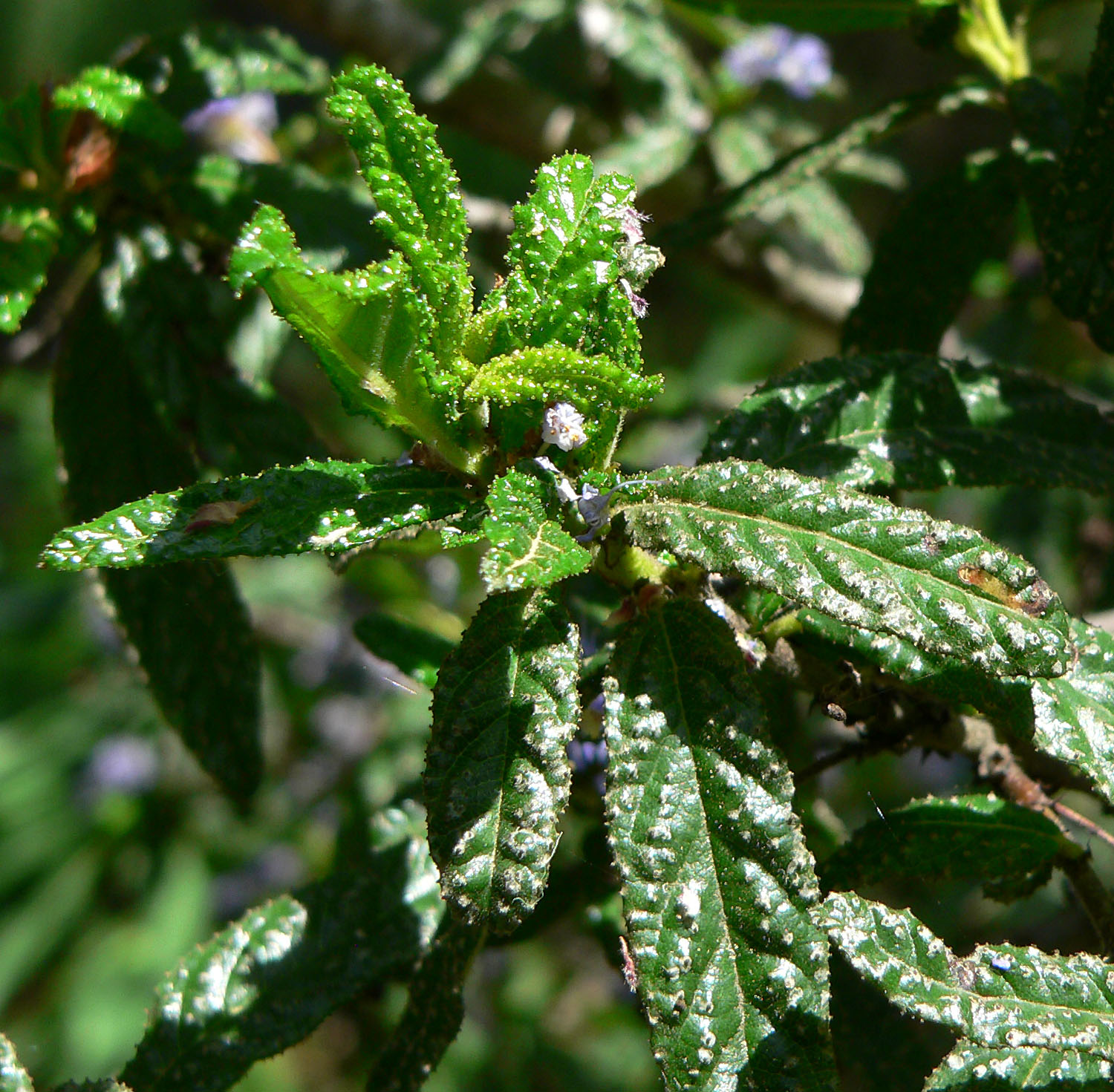
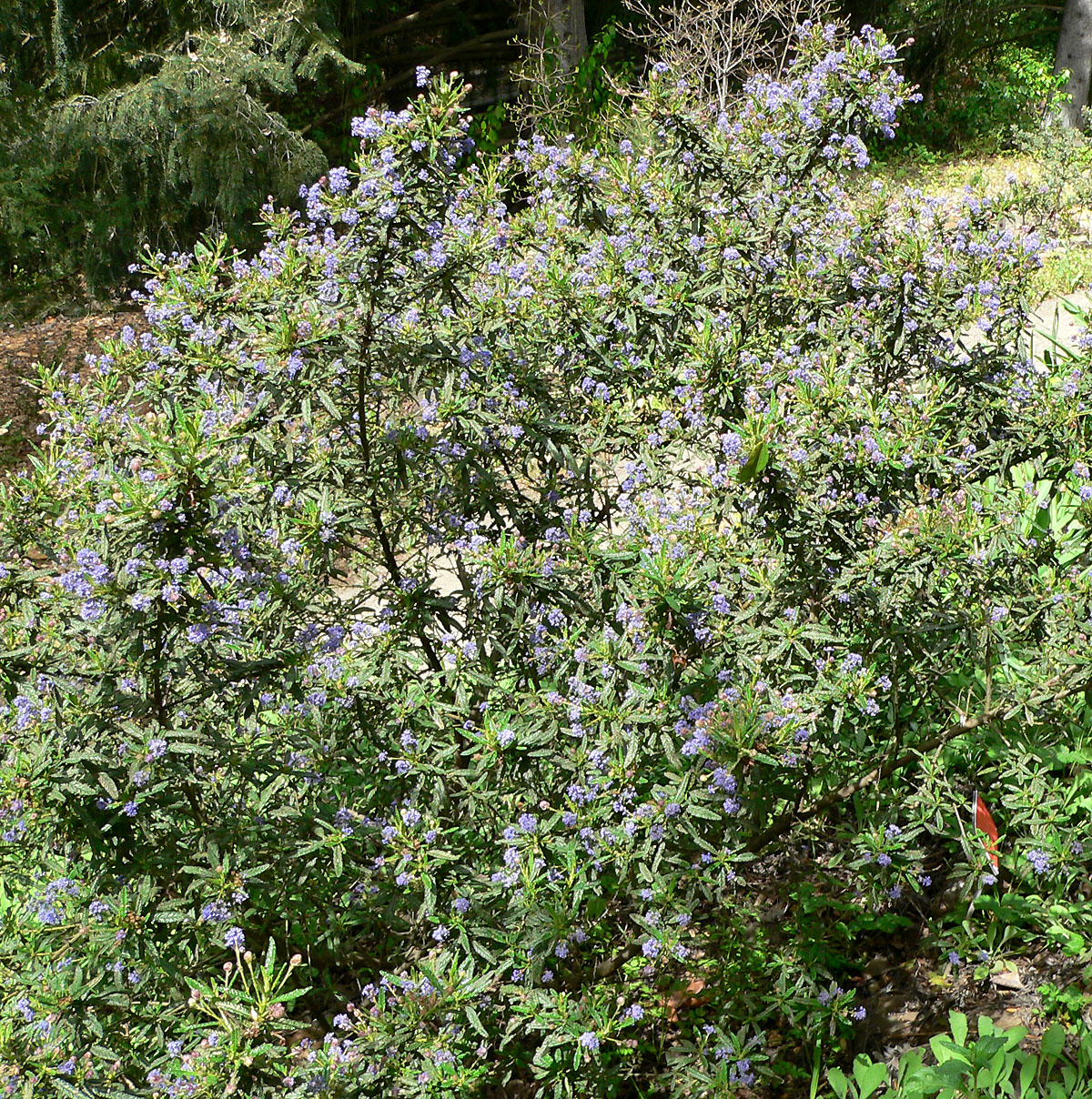